# The Chief Cook
Pour plus de détails, voir Fiche technique et Distribution.
The Chief Cook est un film muet américain réalisé par Arvid E. Gillstrom et sorti en 1917. L'acteur Billy West y imite le personnage Charlot de Charlie Chaplin.

## Synopsis
Dans un hôtel minable qui n'a plus de personnel pour faute de salaires impayés, le patron oblige son unique client à être à la fois groom, cuisinier et serveur pour recevoir au mieux une petite troupe de théâtre.

## Fiche technique
- Titre : The Chief Cook
- Réalisation : Arvid E. Gillstrom
- Scénario : Rex Taylor
- Producteur : Louis Burstein
- Société de production : King Bee Studios
- Pays de production :  États-Unis
- Langue : intertitres en anglais
- Format : Noir et blanc — 35 mm — 1,33:1 — Son : Muet
- Genre : Comédie
- Date de sortie :
  - États-Unis : 1er octobre 1917

## Distribution
- Billy West : The Star Boarder
- Bud Ross : Boggs
- Oliver Hardy : Babe
- Ellen Burford : Dolly
- Joe Cohen
- Leo White : Ham
- Blanche White : Maggie
- Polly Bailey
- Ethelyn Gibson : la soubrette